# اقبال طبا
اقبال طبا (انگلیسی: Iqbal Theba؛ زاده ۲۰ دسامبر ۱۹۶۳) یک هنرپیشه اهل پاکستان است.
او در فیلم دوستیابی ناشناس بازی کرده است.